# Punch Line
Punch Line (パ ン チ ラ イ ン Panchirain?) es una serie de animación japonesa dirigida por Yutaka Uemura y escrita por Kōtarō Uchikoshi; siendo producida por Mappa, con música de Tetsuya Komuro y diseño de personajes de Shōta Iwasaki. La serie se emitió en bloque de programación noitaminA de Fuji Television entre el 9 de abril de 2015 y el 25 de junio de 2015 y fue transmitida simultáneamente por Crunchyroll.
Punch Line ha sido licenciada en Norteamérica por Sentai Filmworks. Una adaptación de videojuego desarrollada por 5pb. se lanzó para PlayStation 4 y PlayStation Vita en 2016 en Japón y en mayo de 2019 en Norteamérica y Europa. Un manga, titulado Punch Line Max, que tiene lugar después de la serie de animación, fue publicado por Kadokawa Corporation en Dengeki G's Comic del 30 de septiembre de 2015 al 29 de diciembre de 2016, y compilado en dos volúmenes. Fue ilustrado por Ginichi y basado en una idea original de Uchikoshi.

## Argumento
Yūta Iridatsu vive en el complejo de apartamentos Korai House con cuatro mujeres: Mikatan Narugino, Ito Hikiotani, Meika Daihatsu y Lovera Chichibu. Un día, tras un incidente de secuestro de autobuses, Yūta se encuentra expulsado de su propio cuerpo y convertido en un espíritu. Guiado por el espíritu gato Chiranosuke, Yūta debe aprender a dominar sus poderes espirituales con el fin de proteger a sus compañeros de casa de las diversas circunstancias en que se encuentran. Sin embargo, si Yūta ve la ropa interior de una chica dos veces seguidas, la Tierra será destruida por un meteoro, por alguna razón.

## Personajes
Yūta Iridatsu (伊里達 遊太 Iridatsu Yūta?)
Seiyū: Marina Inoue, Miguel Ángel Ruiz (español hispanoamericano)
El protagonista principal. El alma de Yūta se separó de su cuerpo tras el incidente de secuestro de autobuses. Yūta debe buscar el sagrado libro del Koraikan con el fin de volver a su cuerpo físico. Siempre que Yūta ve la ropa interior de una chica, gana una explosión de fuerza conocida como «poderes Über-fy», pero al ver la ropa interior dos veces seguidas, gana demasiada estimulación y pierde el conocimiento, que de alguna manera se traduce en un meteoro destrucción de la Tierra, a pesar de que puede ir atrás en el tiempo para evitar eso. Yūta tiene una pequeña cantidad de habilidades espirituales, lo que aumenta al «subir de nivel», pero también puede realizar las habilidades más avanzadas, como la posesión, cuando existe la canela en los alrededores. En el episodio 7, se revela que Yūta originalmente era un chico llamado Pain, quien terminó por cambiar cuerpos con una chica llamada Chiyoko. Como tal, Yūta es mujer biológicamente, con su nombre legal es Yū Iridatsu. Yūta Iridatsu es un juego de palabras con la frase yutai ridatsu ‘proyección astral’.
Mikatan Narugino (成木野 みかたん Narugino Mikatan?)
Seiyū: Sora Amamiya, Samanta Figueroa (español hispanoamericano)
Un miembro del grupo ídolo Seas May, que en secreto lucha contra el crimen como la chica mágica Strange Juice. Cada vez que ella está nerviosa o sola, ella termina hablando en el dialecto tsugaru que recogió en su primera infancia. Similar a Yūta, ella posee poderes Uber-fy por su lucha contra el crimen, pero estos tienen un fuerte efecto secundario en su cuerpo que requiere medicación constante. Más tarde se reveló que ella es Chiyoko, cuya alma salió del cuerpo que Yūta posee y entró al cuerpo de Guriko. Mikatan Narugino es un juego de palabras con la frase seigi no mikata ‘aliado de la justicia’.
Ito Hikiotani (曳尾谷 愛 Hikiotani Ito?)
Seiyū: Minako Kotobuki, Marysol Lobo (español hispanoamericano)
Una nini que pasa la mayor parte de su tiempo jugando juegos en línea y cuidando de su mascota Muhi, un osezno. Su nombre es un juego de palabras con el término HikiOtaNEET, un acrónimo formado por hikikomori, otaku, y nini.
Meika Daihatsu (台初 明香 Daihatsu Meika?)
Seiyū: Rie Kugimiya, Leslie Gil (español hispanoamericano)
Un robot que pasa a ser la casera del apartamento en la que viven todos los personajes. Ella es también un inventor de genio, y tiene habilidades de jaqueo superhumanas. Sin embargo, tiene reflejos físicos muy pobres. Ella habla en el dialecto de Kansai. Su nombre es un juego de palabras de la frase daihatsumei-ka ‘gran inventor’. Ella es Pumpkin Chair.
Rabura Chinobu (秩父 ラブラ Chichibu Burabura?)
Seiyū: Haruka Tomatsu, Dulce Chino (español hispanoamericano)
Una gal que trabaja como exorcista. A pesar de su profesión, no cree en la existencia de espíritus. Ella puede ser poseída temporalmente por Yūta cuando hay canela en el ambiente. Su nombre es un juego de palabras: chichi burabura ‘pechos colgando’.
Chiranosuke (チラ之助 Chiranosuke?)
Seiyū: Yuri Yoshida, Rolando de Castro (español hispanoamericano)
Un espíritu de gato hablante que informa a Yūta acerca de los poderes espirituales y sirve como una guía para conseguir que salve al mundo. En el episodio 12, se vio que Chiranosuke es un gato que la amiga de Ito Hikiotani de la escuela técnica le dio. Él es una chinchilla, que es un tipo de gato persa.
Ryūto Teraoka (寺岡 龍都 Teraoka Ryūto?)
Seiyū: Kenji Akabane, Iván García (español hispanoamericano)
El líder de la organización terrorista QMay. Más tarde se revela que es Guriko, cuya alma posee actualmente el cuerpo original de Yūta.
Chihaya Tomoda (友田 千早 Tomoda Chihaya?)
Seiyū: Jun Oosuka, Axl Rodríguez (español hispanoamericano)
El maestro de Ito, que tiene una admiración trastornada por Ito. Combinándose con el espíritu de Q-May, Tomoda se convierte en un soldado enmascarado, se refieren a él como Turtle Man (亀 男 Kame Otoko), y es capaz de utilizar poderes Über-fy.
Kenji Miyazawa (宮沢 賢治 Miyazawa Kenji?)
Seiyū: Marina Inoue
Un héroe que aparece de la nada y posee los mismos poderes Uber-fy que Yūta. Más tarde se revela que esta es otra versión de Yūta, que se remonta en el tiempo de un bucle de tiempo anterior y posee su cuerpo actual cada vez que el plan para salvar al mundo falla, convirtiéndose en una identidad que el Yūta actual asume cuando regresa.

## Producción
Punch Line se anunció por primera vez el 24 de noviembre de 2014. La serie está dirigida por Yutaka Uemura en Mappa y escrita por Kōtarō Uchikoshi con el diseño de personajes de Shōta Iwasaki y música compuesta por Tetsuya Komuro. La serie fue emitida en el bloque de programación de noitaminA de Fuji Television entre el 9 de abril de 2015 y el 25 de junio de 2015 y fue transmitida simultáneamente por Crunchyroll. El tema de apertura es «Punch Line!» e interpretado por Shokotan, miembro de Denpagumi, mientras que el tema de cierre es «Honey Honey Honey», interpretado por AyumiKurikaMaki. La serie está licenciada en Norteamérica por Sentai Filmworks.
| #  | Título                                                                                       | Estreno             |
| -- | -------------------------------------------------------------------------------------------- | ------------------- |
| 1  | «Pánico de panties» «Pantsu Panikku» (パンツパニック)                                        | 9 de abril de 2015  |
| 2  | «El lazo de la compasión» «Shōrui Awaremi no Rēsu» (生類憐れみのレース)                      | 16 de abril de 2015 |
| 3  | «¡Nos atacan los marcianos!» «Kaseijin, Shūrai!» (火星人、襲来！)                            | 23 de abril de 2015 |
| 4  | «Poseído por las franjas» «Toritsuku Shima Moyō» (取り憑くシマ模様)                          | 30 de abril de 2015 |
| 5  | «Ito muere» «Ito, Shisu» (愛、死す)                                                          | 7 de mayo de 2015   |
| 6  | «¡Es año nuevo! Meikaemon» «Ōmisoka da yo, Meikaemon» (大晦日だよ、明香えもん)               | 14 de mayo de 2015  |
| 7  | «El regreso del pánico de panties» «Kaettekita, Pantsu Panikku» (帰ってきた、パンツパニック) | 21 de mayo de 2015  |
| 8  | «Fiesta de Panties»                                                                          | 28 de mayo de 2015  |
| 9  | «Patada Giratoria Descendente» «Burajirian Hai Kikku» (ブラジリアンハイキック)               | 4 de junio de 2015  |
| 10 | «Caída» «Tsuiraku» (墜落)                                                                    | 11 de junio de 2015 |
| 11 | «¡Escuadrón Secreto, Justice Punch!» «Jasutisu Panchi!» (ジャスティスパンチ！)               | 18 de junio de 2015 |
| 12 | «Punch Line» «Panchi Rain» (パンチライン)                                                    | 25 de junio de 2015 |

## Videojuego
Una adaptación de videojuegos fue desarrollada por 5pb Para PlayStation 4 y PlayStation Vita. El juego ofrece múltiples finales que se desviarán del final principal del anime. Aunque originalmente se planeaba ser lanzado a finales de 2015, se retrasó hasta el 28 de abril de 2016 en Japón.